# Diego de Torres Vargas
Diego de Torres Vargas (1590-1649), sacerdote, fue la primera persona en escribir un libro acerca de la historia de Puerto Rico.

## Primeros años
Torres Vargas nació en San Juan, Puerto Rico, en una familia próspera. Su padre, García de la Torre, fue un sargento mayor del Castillo del Morro, que murió luchando junto al capitán Juan de Amézquita contra el Capitán Balduino Enrico (Boudewijn Hendricksz), líder de la escuadra holandesa, que intentó invadir la isla, en la Batalla de San Juan de 1625

## Educación
Torres Vargas estudió y se licenció en la Universidad de Salamanca, donde obtuvo su licenciatura en Teología y de bachiller en Derecho Canónico. Regresó a Puerto Rico, donde fue ordenado sacerdote. El rey Felipe IV lo nombró para diversos cargos en la Catedral de San Juan, incluyendo el cargo de Deán de dicha institución. Más tarde Torres Vargas, se convirtió en el secretario del obispo de San Juan, Fray Damián López de Haro

## Su obra
En 1647 escribió "Descripción de la Isla y Ciudad de Puerto Rico y de su vecindad, poblaciones, presidio, gobernadores y obispos, frutos y minerales." para ser enviado al cronista Gil González Dávila. Este libro histórico fue el primero en hacer una descripción geográfica detallada de la isla.
El libro describe todas las frutas y establecimientos comerciales. También enumeran y describen todas las minas, iglesias y hospitales de la isla en ese momento. El libro contenía avisos sobre el Gobierno y la capital, además de una extensa y erudita bibliografía. Esto es considerado como la primera tentativa de un natural de la isla o de escribir una historia organizada de Puerto Rico Diego de Torres Vargas murió en San Juan, Puerto Rico en 1649.